# Czernigowka (Kraj Nadmorski)
Czernigowka (ros. Черниговка) – wieś w Rosji, w Kraju Nadmorskim, ośrodek administracyjny rejonu czernigowskiego. W 2010 liczyła 13 046 mieszkańców.